# Pentanol
A pentanol, másik nevén amil-alkohol egy 8 szerkezeti izomerrel rendelkező, 5 szénatomos alkohol (C5H12O). Az amil-alkoholt oldószerként és észteresítéshez használják, aminek során amil-acetát és más fontos termékek keletkeznek. Az amil-alkohol elnevezés további pontosítás nélkül a normál (egyenes láncú) formára, az 1-pentanolra vonatkozik.
A legfontosabb amil-alkohol az izoamil-alkohol, amely az alkoholtartalmú italok gyártása során az alkoholos fermentáció során keletkező kozmaolaj alkotórésze. A többi amil-alkoholt szintetikus úton állítják elő.
| név                                                                       | szerkezet | rendűség    | IUPAC név              | forráspont (°C)[3] |
| ------------------------------------------------------------------------- | --------- | ----------- | ---------------------- | ------------------ |
| 1-pentanol                                                                |           | elsőrendű   | pentán-1-ol            | 138,5              |
| 2-metil-1-butanol                                                         |           | elsőrendű   | 2-metilbután-1-ol      | 128,7              |
| 3-metil-1-butanol vagy izoamil-alkohol vagy izopentil-alkohol             |           | elsőrendű   | 3-metilbután-1-ol      | 131,2              |
| 2,2-dimetil-1-propanol vagy neopentil-alkohol                             |           | elsőrendű   | 2,2-dimetilpropán-1-ol | 113,1              |
| 2-pentanol vagy szek-amil-alkohol                                         |           | másodrendű  | pentán-2-ol            | 118,8              |
| 3-metil-2-butanol vagy szek-izoamil-alkohol vagy metil-izopropil-karbinol |           | másodrendű  | 3-metilbután-2-ol      | 113,6              |
| 3-pentanol                                                                |           | másodrendű  | pentán-3-ol            | 115,3              |
| 2-metil-2-butanol vagy terc-amil-alkohol                                  |           | harmadrendű | 2-metilbután-2-ol      | 102                |

## Fordítás
Ez a szócikk részben vagy egészben  az   Amyl alcohol című angol Wikipédia-szócikk ezen változatának fordításán alapul.  Az eredeti cikk szerkesztőit annak laptörténete sorolja fel. Ez a jelzés csupán a megfogalmazás eredetét és a szerzői jogokat jelzi, nem szolgál a cikkben szereplő információk forrásmegjelöléseként.